# Como agua para chocolate (novela)
Como agua para chocolate es una novela romántica escrita por la autora mexicana Laura Esquivel, publicada en 1989. Se trata de uno de los mayores éxitos de la literatura latinoamericana, y gran exponente del realismo mágico, siendo incluida en lista de las 100 mejores novelas en español del siglo XX del periódico español El Mundo.
Esta obra fue llevada al cine en 1992, y también se ha adaptado al teatro: en España en 2004, en el Teatro Hispano GALA de D.C. en Estados Unidos en 2018 y en 2023 tuvo su adaptación en ballet de la mano de la Compañía American Ballet Theatre en Nueva York.En 2024, la novela tuvo una nueva adaptación para televisión bajo el servicio de streaming MAX.

## Sinopsis
La historia se desarrolla en Piedras Negras (Coahuila, México), en plena Revolución mexicana. La novela empieza con el nacimiento de Tita, la última de las hijas del matrimonio de Juan y Elena de la Garza. 
Tita nace de forma prematura, entre los olores de una sopa de fideos, tomillo, laurel, cilantro, ajos, leche hervida y cebolla, provocado por las lágrimas que se desbordan por la cocina. Estas lágrimas se producían porque Tita lloraba dentro del vientre de su madre, ya sea a causa de las lágrimas que provocaban las cebollas que Mamá Elena picaba en la cocina, o porque Tita presentía el dolor en su destino. 
Tita, al ser la menor, debe cumplir con la tradición familiar de cuidar de su madre, hasta que esta muera, tradición que se ha respetado de generación en generación, y que Mamá Elena conserva hasta su último momento. Por lo tanto, Tita no puede enamorarse, ni formar una familia propia. Sin embargo, Tita empieza a rebelarse contra esta tradición, al enamorarse a los catorce años, de Pedro Múzquiz, su vecino, durante una cena de Navidad en el rancho.
Un año después, cuando Tita cumple quince años  y habiendo pasado la mayor parte de su vida en la cocina al cuidado de la cocinera de la casa, Nacha, llega Pedro con la firme intención de pedir la mano de Tita en matrimonio. Mamá Elena, quien desea que se cumpla con la tradición, descarta la propuesta. En cambio le ofrece la mano de su hija Rosaura. Pedro, a sorpresa de los presentes, acepta casarse con ella para así poder estar cerca de su amada Tita.
Tita, desconsolada por lo que considera una traición, asume que Pedro ya no la ama. Su tristeza es tanta que, al preparar el pastel de bodas, Tita provoca en los invitados el efecto de recordar amores del pasado, causando después vómito. Con la muerte de Nacha, Tita pasa a ser la cocinera de la casa y, un año después, Pedro la felicita regalándole rosas. Para evitar que sean desechadas por su madre, Elena, Tita prepara una receta que provoca en Gertrudis un calor que la mueve a huir del rancho en brazos de un capitán de la Revolución.
Por órdenes de Mamá Elena, Rosaura, Pedro y su nuevo hijo Roberto se van del rancho hacia San Antonio (Texas, Estados Unidos), con el fin de evitar la cercanía entre Pedro y Tita. Esta siente un dolor inmenso, ya que el cariño que siente por Roberto es tan grande como si el niño fuera su propio hijo. Sin embargo, a los pocos días, Chencha, la sirvienta de la casa, llega con malas noticias, informando que Roberto ha muerto. Esto genera en Tita una furia contra su madre, a quien culpa de su muerte, y provocando, entre muchas discusiones, que Tita sea llevada por el doctor John Brown.
En casa del doctor, Tita se recupera poco a poco, con la compañía de la abuela de John, una indígena de la tribu Kikapú, llamada «Luz del amanecer», quien no habla; pero con los olores de sus tés, le recuerda a Tita la tranquilidad de su infancia con Nacha. Tiempo después Tita comienza una amistad con el doctor Brown, y este, a su vez, le expresa su cariño. Pasado el tiempo, Tita regresa a casa para cuidar a su madre, hasta que esta muere. Durante el funeral regresan Pedro y Rosaura, ahora embarazada de la que será su nueva hija, Esperanza.
John le propone matrimonio a Tita, pero con el regreso de Pedro, no está tan segura de sus sentimientos. Después de una imprevista noche de pasión entre Tita y Pedro esta queda embarazada, y decide cancelar su compromiso con John. Después de una visita de Gertrudis, ahora convertida en generala de la Revolución y casada con su captor, Tita le confiesa a Gertrudis que esta embarazada de Pedro.
Tita se enfrenta al espíritu de Mamá Elena donde ella le reclama su impropiedad, pero Tita la confronta de una vez por todas confesándole que siempre la odió. El embarazo de Tita resulta ser psicológico, y el espíritu de Elena desaparece, no sin antes  herir a Pedro en un accidente.
Mientras Tita cura las heridas de Pedro con remedios caseros, John vuelve de Estados Unidos junto con su último pariente vivo (además de su hijo Alex), su tía abuela Mary, una encantadora dama que solo habla en inglés. Tita le confiesa a John sus aventuras con Pedro, pero este le asegura que la ama sin importarle que no sea virgen.
El tiempo pasa y después de la boda entre Esperanza y Alex, Pedro muere de felicidad en brazos de Tita, mientras mantienen relaciones. Ella, queriendo recordar todo lo vivido con Pedro, decide comer unos cerillos mientras se incendia el rancho. Luego de que el incendio se prolongara por una semana, bajo la gruesa capa de cenizas que cubría el rancho, solo se encontró el recetario de Tita, mismo que fue descubierto por Esperanza. Ésta, al morir, entrega dicho recetario a su hija, quien es la narradora de la historia.

## Personajes
Josefita «Tita» de la Garza
Es el personaje principal, y la menor de tres hermanas. Nace en la cocina prematuramente «empujada al mundo por un torrente de lágrimas» que se desbordaron en toda la cocina. Crece rodeada por olores de especias, sopas, leche hervida, ajos y cebolla. La cría Nacha, la cocinera de la familia. Gracias a ella, adquiere ese fuerte vínculo con la cocina. Se vuelve su manera de expresión, provocando a quien pruebe la comida que prepara, sienta desde una indescriptible tristeza, hasta el más ardiente deseo. Por ser la menor de la familia y conforme a la tradición familiar tiene prohibido casarse para cuidar de sus padres en su vejez y en este caso a su madre. Desde pequeña es conocedora de esta tradición, a pesar de que no la entienda.
Pedro Muzquiz
Es el interés romántico de Tita. Se enamora de ella en una reunión social, donde le expresa su amor y este es correspondido por Tita. Después de la fallida propuesta de matrimonio, decide aceptar la oferta de la madre de Tita de casarse con su otra hija, Rosaura; a pesar de que ni si quiera su padre Don Pascual entiende sus razones para aceptar casarse, él está convencido de que es la mejor forma para estar cerca de su amada. 
Elena de la Garza
Es la madre de Tita. Una mujer autoritaria, cría a sus tres hijas con mano dura y represora, pero especialmente a Tita, por ser quién más se rebelaba contra ella a causa de la incomprensión que siempre le demostró a Tita, junto con su obligación impuesta de nunca casarse y permanecer soltera para cuidar de su madre hasta su muerte. No se desvela hasta después de su muerte que, de forma similar a Tita, Elena también vivió de joven su propia historia de amor frustrado, ya que en su adolescencia ella se había enamorado de un hombre de ascendencia negra llamado José Treviño, cuya relación con él terminó a la fuerza cuando supieron acerca de ella los padres de Elena, a quién obligaron a casarse con Juan de la Garza, el padre de Tita. Pese a este hecho, Elena insistió en seguir viéndose y carteándose en secreto con José Treviño, hasta el día que, tras descubrir que ha quedado embarazada de éste, intenta huir con él, pero estos planes de la pareja se ven frustrados por el repentino asesinato de José Treviño a manos de un hombre desconocido, momento a partir del cual Elena se resignó a pasar el resto de su vida junto a Juan de la Garza, su legítimo esposo. 
Rosaura de Muzquiz
La hermana mayor de Tita, con quien tuvo una rivalidad desde que era pequeña. Nunca tuvo interés por la cocina y dejó a su hermana ocuparse de esos quehaceres. Al casarse con Pedro, culmina esa rivalidad fraternal, ella casándose con el amor de la otra. Se le ve como la esposa por compromiso, celosa del amor que tiene su esposo hacia su hermana y extremadamente orgullosa. Se apoya en la severidad de su madre hacia Tita y en escenas de llanto para atraer el interés de su marido. Tras la muerte de su primogénito, Roberto, nace Esperanza. Es Tita quien entra en defensa de la pequeña, para eliminar la tradición de no casarse para cuidar de su madre en su vejez.
Gertrudis
Media hermana de Tita. Es hija de un novio que tuvo Mamá Elena estando casada con Juan de la Garza. Su personaje toma importancia, tras comer unas codornices en pétalos de rosa que prepara Tita. El platillo saca de ella los más ardientes deseos que trata de aplacar con un baño de agua helada; pero su aroma llega hasta un soldado de la Revolución que cabalga hasta ella y la «secuestra». Ella por un tiempo vive con él; trabaja en un prostíbulo y finalmente entra al conflicto armado donde llega a ser nombrada General y esposa de este.
Nacha
La cocinera de la familia. Se hace cargo de Tita, ya que su madre está en duelo por la muerte de su esposo y no puede hacerse cargo de ella. La trata como su propia hija y la mantiene cerca de ella, dándole consejos y cariño hasta su muerte. Ella le enseña las bondades y los secretos de la cocina y, a su muerte, Tita continúa siendo la cocinera de la familia. Es ella, junto con Gertrudis y Chencha, quien la consuela por la boda de Rosaura y Pedro, ya que, al igual que Tita, perdió a su gran amor por culpa de Mamá Elena.
John Brown
Doctor viudo y un hijo Conoce a Tita después del nacimiento de Robertito, al cual Tita estuvo sola con su hermana. Durante el bautizo de Roberto no puede quitar los ojos de Tita, lo que fue notado por Mamá Elena. Tita está pasando por una terrible depresión cuando se da cuenta de la muerte de su sobrino. Él es el único que llega a convencer a Tita de abandonar el Palomar y la lleva a su casa. Se enamora profundamente de ella y le cuenta algunas de sus teorías, desarrolladas a partir de los conocimientos que le dejó su abuela, una mujer indígena que era conocida por la familia como «La Kikapú», haciendo referencia a su grupo étnico.
Esperanza
Esperanza es la hija de Rosaura y Pedro, según su madre, ella tenía que seguir la tradición de no casarse y cuidarla hasta su muerte, algo que Tita impidió y logró evitar. Esperanza se casó con Alex Brown y tiene una hija que es la que narra la historia. 
La Chencha
Sirvienta del rancho, es muy chismosa y poco culta. Es la más joven de las cocineras y unos bandoleros abusan de ella. Se casó con su primer novio que revió en el pueblo de su nacimiento. 
Alejandrez
Hombre de batalla. Además, fue el que atraído por su pasión fue en busca de Gertrudis y la tomó totalmente desnuda. Se casó con ella y la acepta como emancipada mujer en su vida. 
Treviño
Era guardaespaldas y agente de Gertrudis, a quien amaba.
Alex Brown
Hijo de John Brown. Esposo de Esperanza, que saca un doctorado y se va con ella a los Estados Unidos. Desde niño quería a Esperanza.  
Paquita Lobo
Vecina de la familia De la Garza. 
Don Pascual Muzquiz
Padre de Pedro Muzquiz.  
Padre Ignacio
Párroco del pueblo. Está presente en todas las reuniones sociales.
Byrne
Perro del rancho.
Tequila
Padre de Pulque. 
Mary
Tía de John. Es sorda y solo sabe leer los labios en inglés. Viene a Piedras Negras por la boda entre John y Tita donde John descubre la infidelidad de Tita, perdonándola. Mary queda fascinada con la gastronomía y la atención de Tita.
Roberto
Hijo de Pedro y Rosaura. Muere en San Antonio, Texas, ante su rechazo frente a los alimentos. Solo había sido amamantado por Tita, no por su propia madre.

## Capítulos
Una de las principales características del libro es que los títulos de sus capítulos son recetas utilizadas en la familia de La Garza, intercalando los pasos para prepararlas con la trama de la novela. Cada receta corresponde a un mes del año.
1. Enero: Tortas de Navidad.
2. Febrero: Pastel Chabela.
3. Marzo: Codornices en pétalos de rosa.
4. Abril: Mole de guajolote con almendra y ajonjolí.
5. Mayo: Chorizo norteño.
6. Junio: Masa para hacer fósforos.
7. Julio: Caldo de colita de res.
8. Agosto: Champandongo.
9. Septiembre: Chocolate y Rosca de Reyes.
10. Octubre: Torrejas de Natas.
11. Noviembre: Frijoles gordos con chile a la Tezcucana.
12. Diciembre: Chiles en nogada.

## Adaptaciones
Como agua para chocolate fue llevada al cine en 1992, bajo la dirección de Alfonso Arau y protagonizada por Lumi Cavazos, Marco Leonardi, Regina Torné, Pilar Aranda y Farnesio de Bernal. Fue galardonada con 10 premios Ariel de la Academia Mexicana de Artes y Ciencias Cinematográficas, incluyendo Mejor Película, Mejor Dirección, Mejor Guion Cinematográfico y Mejor Actriz.
La obra también fue adaptada al teatro: en España se realizó un montaje de la obra en 2004, en el Teatro Principal de San Sebastián, en el Teatro Hispano GALA de D.C. en Estados Unidos en 2018 y en 2023 tuvo su adaptación al ballet de la mano de la compañía American Ballet Theatre en Nueva York.
Para finales del 2024, se estrenará una nueva adaptación, esta vez al formato televisivo, dirigida por Julián de Tavira y Ana Lorena Pérez Ríos, y protagonizada por Irene Azuela, Azul Guaita, Andrea Chaparro, Ángeles Cruz, Ana Valeria Becerril, Ari Brickman y Louis David Homé.